# Szent Anna-templom (Felsővisó)
A felsővisói Szent Anna-templom műemlékké nyilvánított épület Romániában, Máramaros megyében. A romániai műemlékek jegyzékében az MM-II-m-A-04799 sorszámon szerepel.